# DAMN, HONEY
DAMN, HONEY is het feministische platform van Marie Lotte Hagen (Hoevelaken, 14 oktober 1987) en Nydia van Voorthuizen (Baarn, 17 november 1988). Het platform bestaat uit een podcast, een website, een Instagram-account, een boekenreeks en theatervoorstellingen. Daarnaast waren ze curator bij Blendle en verschijnen ze regelmatig in de media. De slogan van de podcast is "over alle shit waar je als vrouw* van deze tijd mee moet dealen".

## Eerste boek en podcast
Hagen schreef het kinderboek Lekker belangrijk! Of: hoe ik altijd weer in de problemen kom... (2011, uitgeverij Pimento, ISBN 9789049925123) en Van Voorthuizen het hardloopboek Run Baby Run – Het leukste boek voor wie wil begrijpen wat hardlopers drijft (2016, samen met Hans Nijenhuis, uitgeverij Xander, ISBN 9789401605373). Hagen en Van Voorthuizen waren vriendinnen en huisgenoten toen ze in 2018 samen een boek  schreven, het feministisch pamflet DAMN, HONEY - Een positief pleidooi om te doen waar je zelf zin in hebt, uitgegeven door Blossom Books, met illustraties van Mignon Nusteling. Ze schreven het als reactie op het boek Sexy, but tired, but sexy van influencer Jamie Li, dat een tijd in De Bestseller 60 van de Stichting Collectieve Propaganda van het Nederlandse Boek (CPNB) stond; volgens Hagen en Van Voorthuizen staat het "bol van seksistische boodschappen, daarom vonden wij het van belang om tegengas te geven".
Daarop begonnen Hagen en Van Voorthuizen de tweewekelijkse podcast Op orde, over hun zoektocht om als dertiger je leven op orde te krijgen. De eerste aflevering was te beluisteren op 8 augustus 2018. De podcast, na de 4e aflevering op 6 november 2018 hernoemd naar DAMN, HONEY, wordt geproduceerd door Daniël van de Poppe en is onderdeel van podcastnetwerk Dag en Nacht Media. In de podcast praten de presentatoren over feminisme in de breedste zin van het woord. Onderwerpen die worden besproken zijn onder andere: zelfbeeld en seksualiteit, de positie van vrouwen in de maatschappij en de politiek, (al dan niet) feministische zaken in de actualiteit, heteronormativiteit en intersectionaliteit. (Vrijwel) elke aflevering schuiven er gasten aan en staat er een thema centraal. Vaste rubrieken zijn:
- De 'femimisser': Hagen en Van Voorthuizen en de eventuele gast(en) noemen met enige ironie een moment waarop ze de afgelopen tijd 'de femimist in gingen', toen ze iets onfeministisch deden, zeiden of dachten.
- Post: berichten van luisteraars waarin vaak een vraag of dilemma wordt voorgelegd aan de podcast, waar de makers en de eventuele gast(en) op reageren.
- 'We moeten het even hebben over...': bij dit onderdeel spreken de makers met de gasten over de thema's waar de gasten mee bezig zijn en waar ze meestal ook bekend door zijn.
- 'Damn, honey - yes' en 'Damn, honey - no': berichten uit de media of sociale media en maatschappelijke ontwikkelingen die de makers in positieve of negatieve zin zijn opgevallen.

## Bekende gasten in de podcast
Bekende gasten waren onder andere MEROL (Merel Baldé, aflevering 7), Madeleijn van den Nieuwenhuizen (aflevering 8), Janice Deul (aflevering 10), Devika Partiman (aflevering 13), Tatjana Almuli (aflevering 15, 32, 85, 222 en Damn horny #1), Bianca Toeps (aflevering 16), Linda Duits (aflevering 17), Lize Korpershoek en Zaïre Krieger (aflevering 21), Paulien Cornelisse (aflevering 25), Clarice Gargard en Hasna El Maroudi (aflevering 28), Ellen Laan (aflevering 29), Milou Deelen en Sioejeng Tsao (aflevering 30), Thorn Vineyard (aflevering 31), Tatjana Almuli (aflevering 32 en 222), Fatma Genç  (aflevering 32), Tim Hofman en Lize Korpershoek (aflevering 33), Rocky Hehakaija (aflevering 33), Rebecca Gomperts (aflevering  39), Sylvana Simons (aflevering 44), Pepijn Lanen en Yousef Gnaoui (aflevering 45), Angelique Houtveen (aflevering 51), Francien Regelink (aflevering 53), Nanoah Struik (aflevering 58), Stella Bergsma (aflevering 69), Titia Hoogendoorn (meerdere afleveringen, onder andere aflevering 74), Dick Zijp en Lisa Loeb (aflevering 75 en 216), Iva Bicanic (aflevering 79), Lotte van Eijk (aflevering 82), Natasja Gibbs (aflevering 83), Tessel ten Zweege (aflevering 87), Anja Meulenbelt (aflevering 90), Joyce Sylvester (de bonusaflevering tussen 92 en 93), Kauthar Bouchallikht (aflevering 94a), Aafke Romeijn (aflevering 98a), Jannah Loontjens (aflevering 101), Milouska Meulens (aflevering 103), Ype Driessen en Botte Jellema van de podcast Eeuw van de Amateur (aflevering 105, 162 en 215), Seada Nourhussen (aflevering 115), Jantine Jongebloed (afl. 131), Roxane van Iperen (aflevering 135), Simon(e) van Saarloos (aflevering 137), Renée Römkens (aflevering 147), Marit Maij (aflevering 155), Anousha Nzume (aflevering 157), Babs Gons (aflevering 163), Malou Holshuijsen (aflevering 165 en 222), Anaïs Van Ertvelde (aflevering 167), Emine Uğur (aflevering 171), Zoë Papaikonomou (aflevering 179), Maartje Duin (aflevering 182), Mirjam de Rijk (aflevering 186), Marjolijn van Heemstra (2e bonusaflevering voor aflevering 193/zomerspeciaal), Toni Boumans (3e bonusaflevering voor aflevering 193/zomerspeciaal), Emmeline de Mooij (aflevering 195) en Stephanie Tency (aflevering 204), Nani Jansen Reventlow (aflevering 206), Angela Maas (aflevering 208), Kelly-Qian van Binsbergen (aflevering 210), Laura van Dolron en Lakshmi (aflevering 212), Hedy d'Ancona (aflevering 218), Elfie Tromp en Anne Rats (aflevering 220), Sunny Bergman (aflevering 225) en Clarice Gargard (aflevering 227; in aflevering 28 was ze al een keer samen met Hasna El Maroudi te gast).
Bij enkele afleveringen werken ze samen met een andere podcast, zoals Botte Jellema en Ype Driessen van De Eeuw van de Amateur (aflevering 162, 215 en 226) en Sagid Carter en Shay Kreuger van Die Muziekpodcast (aflevering 114).

## STEM, HONEY (2021)
In de aanloop naar de Tweede Kamerverkiezingen 2021 maakten de presentatoren een extra podcastreeks, STEM, HONEY, waarin ze de lijsttrekkers van een aantal politieke partijen interviewden over feminisme.

## Theatervoorstellingen
Hagen en Van Voorthuizen hebben ook theatervoorstellingen gemaakt en uitgevoerd. In 2022, 2023 en 2024 presenteerden ze hun voorstelling ZELF WETEN onder andere in De Kleine Komedie in Amsterdam en de schouwburg van Amstelveen, met regie en enscenering door theatermaker en zangeres Stephanie Louwrier.
Ze speelden hun tweede voorstelling, Moedig voorwaarts, vanaf begin 2025 in verschillende theaters, met de première op 17 februari in De Kleine Komedie. De regisseur van deze voorstelling is Dunya Khayame. Er hoort ook een gelijknamig boek bij de voorstelling, met als ondertitel Het pamflet bij de gelijknamige theatershow (ook los te lezen, hoor!!). 'Cultuurvlogger' Marco Dreijer schreef over de voorstelling: "als er ooit een stuk was dat de kracht en frustratie van feministisch activisme in één broeierige, humoristische, maar bij vlagen snoeiharde voorstelling wist te vangen, dan is het deze wel."

## Boeken
Na het genoemde feministische pamflet DAMN, HONEY - Een positief pleidooi om te doen waar je zelf zin in hebt (2018) schreven Haven en Van Voorthuizen meer boeken samen. Heb je nou al een vriend? - 50 reacties op shit waar je als vrxuw* mee moet dealen kwam uit in 2019, en bevat 50 vragen en opmerkingen en een antwoord, deels door Hagen en Van Voorthuizen zelf geschreven, deels op basis van interviews met "mensen met een ander perspectief dan die van zichzelf".
In hetzelfde jaar publiceerde Blossom Books ook de essaybundel Feministen dragen geen roze (en andere leugens) - Fenomenale vrouwen over wat het F-woord voor hen betekent waarvan Hagen en Van Voorthuizen de redactie voerden. Het was een vertaling door Elise Kuip van de bundel Feminists Don't Wear Pink & Other Lies (2018, samengesteld door Scarlett Curtis, met bijdragen van 52 auteurs), met toegevoegde essays door Nederlandstalige auteurs Stella Bergsma, Sarah Izat, Milou Deelen, Rianne Swierstra, Meredith Greer en Hagen en Van Voorthuizen zelf.
In het boek Damn horny - Hete verhalen zoals je ze nooit eerder las (Blossom Books, 2021, met illustraties van Linda Rusconi) verzamelden Hagen en Van Voorthuizen seksverhalen als "een ode aan wat seks voor niet-cismannen allemaal is en kan zijn en als een pleidooi om er schaamteloos van te genieten", want "breek hen de bek niet open over dat eeuwige geseksualiseer van lesbische vrouwen en het fetisjeren van dikke mensen, trans mensen of mensen met een beperking". De verhalen zijn geschreven door luisteraars/volgers en Babs Gons, Alma Mathijsen, Tatjana Almuli, Stella Bergsma, Simon(e) van Saarloos, Mandy Woelkens, Maud Wiemeijer, Kaat Bollen, LIONSTORM en Hagen en Van Voorthuizen. Het vervolg, Fucking horny - Hete verhalen zoals je ze pas een keer eerder las (Blossom Books, 2022) is geïllustreerd door Linda Rusconi en bevat verhalen van Daan Borrel, Heleen Debruyne, Bappie Kortram, Malou Holshuijsen, Sharmila Vooren, Monique van Loon, Tijn de Jong, Ayla Çekin Satijn, Max de Bruin en anderen.
Tijdens de Boekenweek van Jongeren in 2023 publiceerde het duo het essay Zelf weten in 3PAK, de verhalenbundel die in die week door de Stichting Collectieve Propaganda van het Nederlandse Boek (CPNB) als boekenweekgeschenk wordt verspreid.
Met Annika Mell schreven ze haar boek We zijn allemaal wel eens moe (2024) over haar ervaringen met haar ziekte Myalgische encefalomyelitis/chronischevermoeidheidssyndroom (ME/CVS): ze kon het boek niet zelf schrijven, daarom interviewden Hagen en Van Voorthuizen haar en schreven ze het samen. Naast de ervaringen van Mell zelf zijn ook de resultaten van een online enquête in het boek verwerkt met 67 respondenten van 14 tot 75 jaar oud.